# Iturralde (Panamá)
Iturralde es un corregimiento del distrito de La Chorrera en la provincia de Panamá Oeste, República de Panamá. La localidad tiene 1516 habitantes (2023).